# Camp Point, Illinois
Camp Point là một làng thuộc quận Adams, tiểu bang Illinois, Hoa Kỳ. Năm 2010, dân số của làng này là 1132 người.

## Dân số
Dân số qua các năm:
- Năm 2000: 1244 người.
- Năm 2010: 1132 người.